# Harūr
Harūr är en ort i Indien.   Den ligger i distriktet Dharmapuri och delstaten Tamil Nadu, i den södra delen av landet, 1 800 km söder om huvudstaden New Delhi. Harūr ligger 350 meter över havet och antalet invånare är 20 405.
Terrängen runt Harūr är huvudsakligen platt, men söderut är den kuperad. Runt Harūr är det ganska tätbefolkat, med 214 invånare per kvadratkilometer. Närmaste större samhälle är Pallippatti, 15,2 km sydväst om Harūr. Omgivningarna runt Harūr är en mosaik av jordbruksmark och naturlig växtlighet.